# Guerre de Succession de Castille
Pour les articles homonymes, voir guerre de Succession et guerre civile de Castille.
La guerre de Succession de Castille (ou seconde guerre civile de Castille) vit s'opposer, entre 1475 et 1479, les deux prétendantes au trône de Castille, Jeanne de Castille, soutenue par son époux, Alphonse V de Portugal et Louis XI de France, et Isabelle la Catholique, soutenue par son époux Ferdinand, héritier du trône d'Aragon et roi de Sicile et les grands du royaume de Castille.

## Le contexte

L'Europe d'Occident en 1470.

Henri IV avait épousé en 1455 Jeanne de Portugal, sœur du roi Alphonse V, mais le roi est réputé homosexuel et la reine a un amant, Beltrán de la Cueva. Quand, en 1462, elle met au monde une fille, prénommée Jeanne, la rumeur la dit bâtarde et on la surnomme "La Beltraneja". En 1464, sous la pression de la noblesse, Henri fait de son demi-frère Alphonse son héritier, mais Alphonse meurt prématurément 4 ans plus tard et les nobles se rallient alors au parti d'Isabelle, la sœur d'Henri IV. Le roi accepte de désigner Isabelle comme héritière en échange de son serment de ne se marier qu'avec son assentiment (traité des Taureaux de Guisando, 1468). En 1469 pourtant, Isabelle viole ce serment en épousant en secret l'héritier de la couronne d'Aragon, Ferdinand. Considérant le traité des Taureaux caduc, Henri nomme alors sa fille Jeanne héritière du trône, contre l'avis de la noblesse. Tous les éléments sont alors en place pour un conflit de succession entre les deux femmes.

## Les partis en présence

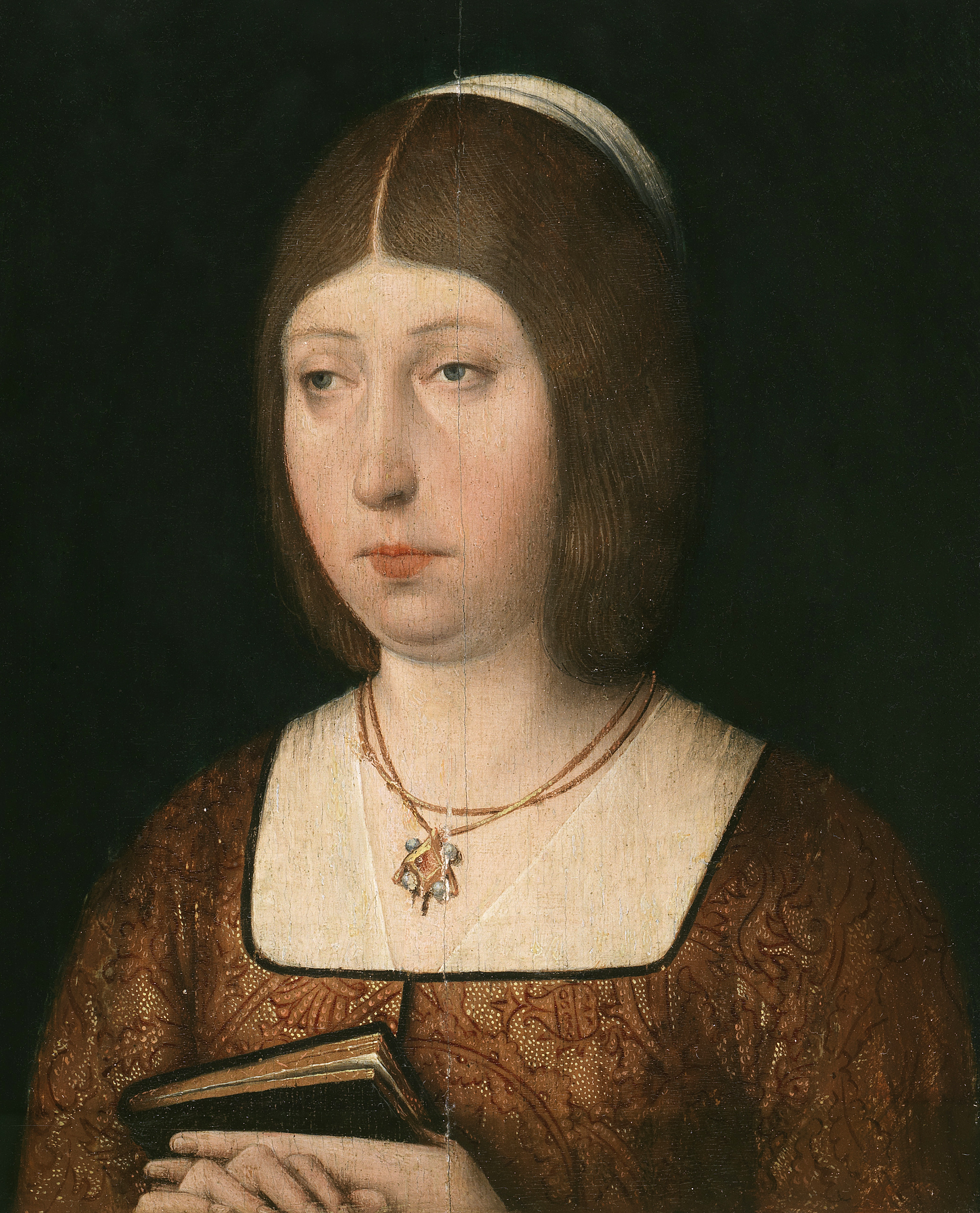
Isabelle la Catholique.

À la mort d'Henri en 1474, Isabelle se proclame reine et sillonne la Castille pour rallier les nobles à sa cause. Elle est soutenue par son mari, Ferdinand, héritier du trône d'Aragon et roi de Sicile, qui a des vues sur la Castille. Souhaitant garder son indépendance et pour calmer les craintes des Castillans, Isabelle passe un accord avec son mari pour régner conjointement, mais de manière autonome sur les deux royaumes (traité de Ségovie en 1475).
Manquant d'appuis, Jeanne accepte l'offre d'union de son oncle Alphonse V de Portugal, qui convoite également le trône de Castille, espérant conclure le même type d'accord de gouvernance. Alphonse lui apporte le soutien de la France de Louis XI de France, déjà en guerre avec Jean, roi d'Aragon, beau-père et allié d'Isabelle.
Jeanne peut également compter sur l'appui de la plus haute partie de la noblesse qui désire une monarchie faible, plus facilement contrôlable. De leur côté, les nobles de plus basse extraction et les gouvernements municipaux se rallient très vite à la cause d'Isabelle, qui apparaît comme une reine puissante, capable de préserver la Castille de l'appétit des royaumes voisins.
Malheureusement pour Jeanne, le pape annule son mariage avec Alphonse, arguant une trop grande proximité entre les deux époux, et, par le jeu des alliances, les ennemis traditionnels de la France, comme le Duché de Bourgogne et bientôt la Navarre, se rangent aux côtés d'Isabelle. Ainsi, dès le début du conflit, l'avantage semble acquis à Isabelle et ses partisans.

## La guerre

Armes de Alphonse V, porté entre 1475 et 1479, comme roi de Portugal et de Castille-Léon.

Au début du conflit, Isabelle et ses partisans occupent le plateau central, et les villes de Tolède, Ciudad Real, et Badajoz, dont ils renforcent les fortifications, par crainte d'une invasion portugaise. Les troupes de Jeanne, elles, sont basées dans la vallée de la Duero et la ville de Toro et bloquent les voies d'accès à la Castille, mais les troupes Isabellines vont très vite les en déloger.
Isabelle conclut une alliance contre les Français avec Eléonore, reine de Navarre. Le roi de France met le siège devant Fuenterrabía, lieu stratégique pour faire passer ses troupes vers le Guipuscoa, en 1476, mais il est battu. Alphonse V de Portugal est le premier à rentrer en Castille, mais la guerre ne lui est pas favorable car les nobles castillans sont majoritairement favorables à Isabelle. À l'issue de la bataille de Toro, en 1476, une partie de l'armée portugaise (l'aile gauche, commandée par le prince Jean de Portugal) reste maîtresse du champ de bataille, mais les Castillans se replient en bon ordre. La bataille n'est donc pas conclusive, : il y a une victoire formelle du camp portugais, mais une défaite stratégique, et le roi de Portugal n'est pas plus avancé dans sa quête pour dominer le royaume de Castille, en soutenant les prétentions de son épouse Jeanne au trône.
La même année, aux Cortes de Madrigal, Ferdinand et Isabelle créent une police d'État, la Santa Hermandad sous l'autorité de l'évêque de Carthagène, union sacrée des villes contre le banditisme et les exactions des armées privées. Leur pouvoir en est affermi. À Uclés cette même année, Rodrigo Manrique (en), le grand-maître de l'Ordre de Santiago, meurt et Isabelle fait reconnaitre son époux Ferdinand II d'Aragon comme grand-maître, ce qui augmente le pouvoir militaire des Rois catholiques en Castille.
En 1478, Isabelle met en place la sainte Inquisition en Castille pour assoir son autorité. Elle envoie, sans succès, ses troupes envahir le Portugal (bataille de Mourão) et les colonies portugaises (bataille de Guinée). Bien qu'elles aient eu l'ascendant dès le début de la guerre en Castille, la bataille de La Albuera scella la victoire des troupes Isabellistes dans son Royaume. En 1479, Ferdinand succède à son père sur le trône d'Aragon. Les deux puissants royaumes d'Espagne sont alors réunis, bien que gouvernés de manière autonome par les deux souverains jusqu'à la mort d'Isabelle en 1504.
Le traité d’Alcáçovas, le 4 septembre 1479, entre Isabelle et Jeanne met définitivement terme à la guerre de succession de Castille.

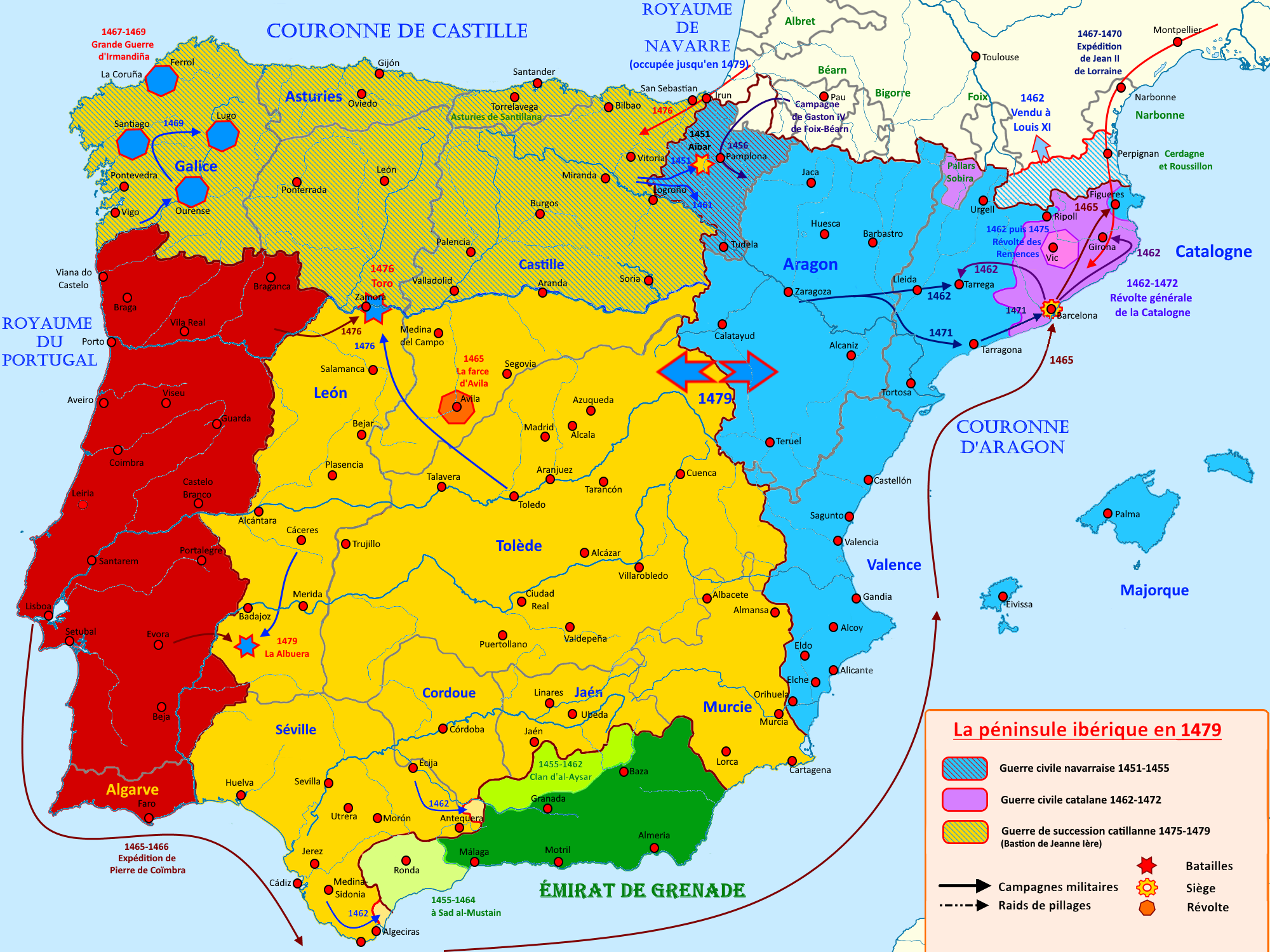
La guerre civile castillane de 1476 à 1479

## Sources
- Justin Wintle, The Rough Guide History of Spain, Penguin Group, 2003.
- Albert-Alain Bourdon, Histoire du Portugal, volume 3 de Série lusitane, éditions de Chandeigne, 1994.
- Jean François de la Croix, Dictionnaire historique des sièges et batailles, tome troisième, chez Vincent, Imprimeur-Libraire, Paris, 1771.